# Liste der Ehrenringträger der Universität für Bodenkultur Wien
Die Liste der Ehrenringträger der Universität für Bodenkultur Wien listet alle Personen auf, die von der Universität für Bodenkultur Wien einen Ehrenring verliehen bekommen haben.

## Ehrenringträger der Universität für Bodenkultur Wien
- 1972: Hubert Kuhn, Rector emeritus der Hochschule für Bodenkultur Wien; Robert Stigler (aberkannt durch Entscheidung des Senats am 21. Mai 2014)[1]; Armin Szilvinyi
- 1973: Julius Kar
- 1975: Max Schreiber
- 1976: Franz Hafner, Rector emeritus der Hochschule für Bodenkultur Wien; Josef Kisser, Rector emeritus der Hochschule für Bodenkultur; Karl Rehrl, Rector emeritus der Hochschule für Bodenkultur; Anton Zeilinger, Rector emeritus der Hochschule für Bodenkultur Wien
- 1981: Rudolf Frauendorfer, Rector emeritus der Universität für Bodenkultur Wien
- 1984: Manfried Welan, Rector emeritus der Universität für Bodenkultur Wien
- 1987: Johann Hrabak, Kommerzialrat
- 1989: Werner Biffl, Rector emeritus der Universität für Bodenkultur Wien
- 1990: Rudolf Sallinger, Präsident der Bundeskammer der gewerblichen Wirtschaft von 1964 bis 1990; Hubert Sterba, Rector emeritus der Universität für Bodenkultur Wien
- 2001: Wolfgang Sagl, Vizerector emeritus der Universität für Bodenkultur Wien
- 2004: Leopold März, Rector emeritus der Universität für Bodenkultur Wien
- 2009: Helmut Gatterbauer; Hans Tuppy, ehemaliger Wissenschaftsminister und Vorsitzender des Universitätsrates der Universität für Bodenkultur Wien
- 2010: Hubert Dürrstein, Rector emeritus der Universität für Bodenkultur Wien
- 2021: Martin Gerzabek, Rector emeritus der Universität für Bodenkultur Wien
- 2023: Paul Kosma